# Hunesø
Hunesø (også Hovensø) er sø på det østlige Møn nordøst for Klintholm Gods, beliggende 88 m over vandet.
Ved søen ligger i dag et vandrerhjem.
Ved den nordvestlige ende af søen ligger et voldsted kaldet Huneborgen. Et sagn lader det være kong Hunes slot, hvor Hune er Klintekongens efterfølger. Voldstedet er rundt. Der fandtes rester af munkesten, der vidner om en bindingsværksbygning fra middelalderen.